# Rudolf Hans Wildekamp
Rudolf "Ruud" Hans Wildekamp, född 6 februari 1945 i Putten, död 18 augusti 2019, var en nederländsk akvarist som vetenskapligt beskrev ett antal arter av äggläggande tandkarpar. Fiskarten Nothobranchius ruudwildekampi är uppkallad efter Wildekamp.

## Urval av arter beskrivna av Wildekamp
- Aphyosemion volcanum Radda & Wildekamp, 1977
- Nothobranchius albimarginatus Watters, Wildekamp & Cooper, 1998
- Nothobranchius annectens Watters, Wildekamp & Cooper, 1998
- Nothobranchius bojiensis Wildekamp & Haas, 1992
- Nothobranchius cardinalis Watters, Cooper & Wildekamp, 2008
- Nothobranchius elongatus Wildekamp, 1982
- Nothobranchius fasciatus Wildekamp & Haas, 1992
- Nothobranchius flammicomantis Wildekamp, Watters & Sainthouse, 1998
- Nothobranchius foerschi Wildekamp & Berkenkamp, 1979
- Nothobranchius geminus Wildekamp, Watters & Sainthouse, 2002
- Nothobranchius hassoni Valdesalici & Wildekamp, 2004
- Nothobranchius janpapi Wildekamp, 1977
- Nothobranchius jubbi Wildekamp & Berkenkamp, 1979
- Nothobranchius kafuensis Wildekamp & Rosenstock, 1989
- Nothobranchius kilomberoensis Wildekamp, Watters & Sainthouse, 2002
- Nothobranchius krysanovi Shidlovskiy, Watters & Wildekamp, 2010
- Nothobranchius lourensi Wildekamp, 1977
- Nothobranchius lucius Wildekamp, Shidlovskiy & Watters, 2009
- Nothobranchius makondorum Wildekamp, Shidlovskiy & Watters, 2009
- Nothobranchius malaissei Wildekamp, 1978
- Nothobranchius pienaari Shidlovskiy, Watters & Wildekamp, 2010
- Nothobranchius steinforti Wildekamp, 1977
- Nothobranchius symoensi Wildekamp, 1978
- Nothobranchius ugandensis Wildekamp, 1994
- Nothobranchius willerti Wildekamp, 1992